# Sphondylia barbipes
Sphondylia barbipes es una especie de coleóptero de la familia Megalopodidae.

## Distribución geográfica
Habita en la República Democrática del Congo.